# Ninazu
Ninazu je v sumerské mytologii bohem podsvětí a bohem „hojení a léčení“. Byl synem Enlila a Ninlil anebo podle jiných alternativních tradic Ereškigaly a Gugalanna. Byl otcem Ningišzida, patrona medicíny. V textu Enki a Ninhursag je označován za druha Ninsuty, jedné z bohyň zrozených pro ulehčování Enkimu od nemocí. 
Ninazu byl patronem města Ešnunna do doby, než byl nahrazen Tispakem. Jeho svatyněmi byly E-sikul a E-kurma. Na rozdíl od jeho blízkého příbuzného Nergala byl považován za velmi benevolentního boha.

## Mýty
- Ereškigal a Nergal (též Nergal a Ereškigal)
- Epos o Gilgamešovi
- Inin v podsvětí